# Eren Albayrak
Eren Albayrak (* 23. dubna 1991 Istanbul) je turecký fotbalista.

## Klubová kariéra
S kariérou začal v Bursaspor v roce 2007. V roce 2012 přestoupil do Çaykur Rizespor. Odehrál 81 ligových utkání a vstřelil 4 góly. Mimo Turecko působil na klubové úrovni v Japonsku (Júbilo Iwata). V roce 2019 přestoupil do Antalyaspor.

## Reprezentační kariéra
Albayrak odehrál za turecký národní tým v roce 2015 celkem 1 reprezentační utkání.

## Statistiky
| Turecko | Turecko | Turecko |
| Roky    | Záp.    | Góly    |
| ------- | ------- | ------- |
| 2015    | 1       | 0       |
| Celkem  | 1       | 0       |

## Úspěchy

### Klubové
Bursaspor
- Süper Lig: 2009/10